# Rony Martias
Rony Martias (født 4. august 1980) er en fransk tidligere professionel cykelrytter.